# Bitwa pod Krojantami
Bitwa pod Krojantami – pierwsza polska szarża kawaleryjska podczas wojny obronnej 1939 roku.

## Sytuacja ogólna
O świcie 1 września 1939 na polskie linie obrony na Pomorzu Gdańskim zajmowane przez jednostki Armii „Pomorze” gen. Władysława Bortnowskiego uderzyły oddziały niemieckiej 4 Armii gen. Günthera von Kluge. Celem wojsk niemieckich było jak najszybsze połączenie Prus Wschodnich z terytorium Rzeszy i opanowanie magistrali kolejowej Chojnice – Tczew, po której w okresie międzywojennym odbywał się ruch tranzytowy do obszarów wschodniopruskich. Szczególny nacisk najwyższe dowództwo niemieckie położyło na zajęcie Tczewa i Chojnic, ważnych węzłów kolejowych.
Rejonu Chojnic broniło Zgrupowanie „Chojnice”, utworzone 25 sierpnia 1939 w ramach Grupy Operacyjnej „Czersk” gen. Stanisława Grzmota-Skotnickiego. Głównym zadaniem zgrupowania była obrona węzła Chojnice i osłona kierunku Człuchów – Czersk – Starogard Gdański. Dowództwo objął płk dypl. Kazimierz Tadeusz Majewski, dotychczasowy dowódca Pomorskiej Brygady Obrony Narodowej. W skład zgrupowania weszły:
- 1 batalion strzelców (1 bs) wraz z oddziałem Straży Granicznej Komisariatu Chojnice,
- batalion ON „Czersk”,
- batalion ON „Tuchola”,
- 18 pułk Ułanów Pomorskich (18 puł),
- I dywizjon 9 pułku artylerii lekkiej (9 pal),
- 2 bateria 11 dywizjonu artylerii konnej (11 dak),
- pluton kompanii saperów KOP „Hoszcza”,
- oddziały Straży Granicznej Komisariatu w Konarzynach.

Na odcinek Chojnice – Sępólno Krajeńskie wyjść miało główne uderzenie niemieckiej 4 Armii. Gen. Günther von Kluge zgrupował tutaj XIX Korpus Pancerny gen. Heinza Guderiana (2 i 20 Dywizje Piechoty Zmotoryzowanej, 3 Dywizja Pancerna wzmocniona batalionem szkolnym czołgów PzKpfw III i PzKpfw IV oraz jednostki pozadywizyjne), który po przełamaniu obrony polskiej i sforsowaniu Brdy miał uchwycić siłami 3 DPanc brzeg Wisły na południe od Grudziądza, aby w ten sposób odciąć drogę odwrotu oddziałom polskim znajdującym się na północ od tej linii.

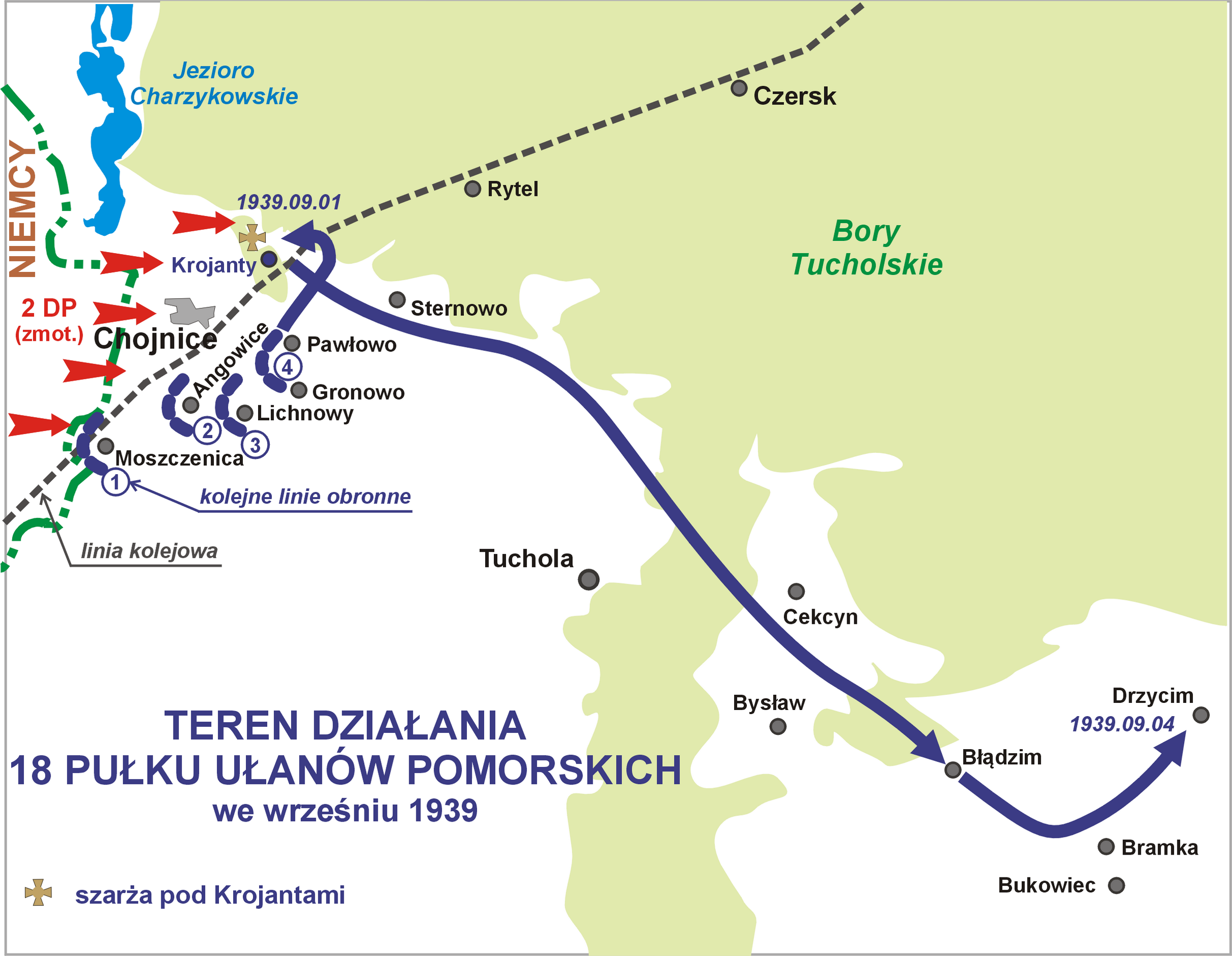
Teren działania 18 pułku Ułanów Pomorskich

Umocnione pozycje w Chojnicach były bronione przez 1 bs ppłk. Gustawa Zacnego. Na północ od miasta w kierunku Jeziora Charzykowskiego, pozycje zajął batalion ON „Czersk”. Na południe od Chojnic znajdowały się stanowiska 18 puł dowodzonego przez płk. Kazimierza Mastalerza, wspartego 2 baterią 11 dak. O świcie 1 września 1939 na rejon Chojnic uderzyła niemiecka 20 DPZmot gen. Mauritza von Wiktorina. Natarcie to poprzedzone zostało próbą opanowania stacji kolejowej Chojnice przez pociąg pancerny.
W pasie 18 puł nacierał niemiecki 76 pułk piechoty zmotoryzowanej z 20 DPZmot. Kawaleria polska, posiadająca niewielki potencjał bojowy w walce „okopowej” i szyku pieszym, do godzin popołudniowych wykonała trzy odskoki na kolejne pozycje obronne. Tym samym zostało odsłonięte lewe skrzydło broniącego Chojnic 1 bs ppłk. Gustawa Zacnego i zaistniało ryzyko odcięcia drogi odwrotu z pozycji wysuniętej „Chojnice” na linię obrony stałej na rzece Brdzie w rejonie miejscowości Rytel. Dowódca Zgrupowania „Chojnice”, płk Tadeusz Majewski przed godz. 14.00 uzyskał zgodę dowódcy GO „Czersk”, gen. Stanisława Grzmota-Skotnickiego opuszczenia Chojnic i przejścia w rejon Rytla. Rozpoczęła się ewakuacja za Brdę.
Jednak wobec groźby odcięcia jednostek Zgrupowania „Chojnice” od przepraw na rzece Brdzie, płk Tadeusz Majewski w porozumieniu z gen. Stanisławem Grzmotem-Skotnickim wydał po południu dowódcy 18 puł, płk. Kazimierzowi Mastalerzowi rozkaz oderwania się od nieprzyjaciela z częścią swoich sił, przejścia na tyły nacierających wojsk niemieckich i przeprowadzenia przeciwuderzenia w rejonie Pawłowa. Manewr ten miał umożliwić odwrót oddziałów polskich broniących rejonu Chojnic za Brdę i powstrzymanie przeciwnika na tym kierunku. Gen. Stanisław Grzmot-Skotnicki przydzielił dowódcy 18 puł jako wsparcie szwadron czołgów TK z 81 dywizjonu pancernego i 8 szwadron kolarzy.

## Przebieg walki

Schemat szarży pod Krojantami

Około godz. 17.00 u pułkownika Kazimierza Mastalerza zameldował się z rozkazem gen. Grzmota-Skotnickiego jego łącznik, por. Grzegorz Cydzik. Według tego rozkazu 18 pułk miał przed zmierzchem wykonać natarcie na oddziały niemieckie, następnie pod osłoną jednego szwadronu oderwać się od nieprzyjaciela i wycofać się do umocnień za rzeką Brdą. Dowódca 18 pułku po otrzymaniu rozkazu kontrnatarcia polecił por. Cydzikowi zameldować, że rozkaz wykona. Uznał jednak za niemożliwe przeprowadzenie czołowego ataku i w związku z tym rozkazał, aby dwa szwadrony (1 i 2 szwadron) pułku, wzmocnione dwoma plutonami (pierwsze plutony 3 i 4 szwadronu), przez Kruszkę i Krojanty wyszły około godziny 19.00 w rejonie Pawłowa na tyły piechoty nieprzyjaciela i po przeprowadzeniu z zaskoczenia uderzenia, wycofają się następnie w kierunku Rytla. Na czele grupy manewrowej stanąć miał pierwotnie mjr Stanisław Malecki. Ostatecznie jednak bezpośrednie dowództwo grupy objął sam płk Mastalerz.
Plan ten wydał się na tyle nieprawdopodobny (wiązał się z koniecznością odbycia przez oddział manewrowy kilkunastokilometrowego marszu, co wiązało się z ryzykiem nawiązania kontaktu bojowego z wrogiem jeszcze przed osiągnięciem wyznaczonego celu, a opóźniało jednocześnie o ok. 2 godziny rozpoczęcie natarcia), że młody porucznik Grzegorz Cydzik, który przywiózł rozkaz gen. Grzmota-Skotnickiego, zaprotestował. Pułkownik Mastalerz miał mu ponoć odpowiedzieć: Za młody pan, poruczniku, żeby mnie uczyć, jak się wykonuje niewykonalne rozkazy.
O godzinie 17.30 grupa manewrowa pod dowództwem płk. Mastalerza wyruszyła ze Sternowa w kierunku Kruszki.

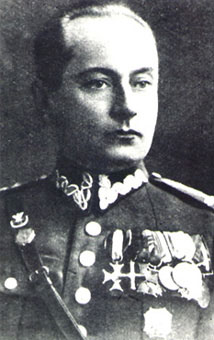
płk Kazimierz Mastalerz

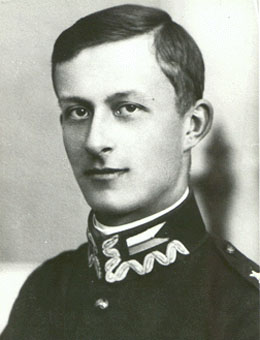
rotm. Eugeniusz Świeściak

Przed godziną 19.00 oddziały polskiej kawalerii, wychodząc z lasu na wschód od Krojant, dostrzegły w niewielkiej odległości oddział niemiecki w trakcie odpoczynku. Był to II batalion 76 regimentu z 20 DPZmot. Po krótkim rozpoznaniu, w trakcie którego nie dostrzeżono ubezpieczenia, zapadła decyzja o wykonaniu szarży. Ułani w pełnym galopie dopadli wroga, siekąc szablami uciekających. Jednakże Niemcy szybko uporządkowali swoje szeregi i – kiedy szwadrony 18 pułku w pościgu wpadły na rozległą polanę – ostrzelały je od strony Chojnic zamaskowane i niedostrzeżone przez nacierających niemieckie transportery oraz granatniki, kładąc celny ogień na szarżujących. Forpoczta pułku wraz z dowódcą została zmieciona seriami karabinów maszynowych.
Ułani wycofali się za najbliższe wzgórze, tracąc ok. 25 zabitych i 50 rannych z ponad 200 szarżujących. Polegli – płk Kazimierz Mastalerz (pierwszy zabity dowódca pułku podczas wojny), dowódca 1. szwadronu rotmistrz Eugeniusz Świeściak i II adiutant ppor. rez. Tadeusz Mlicki oraz około 20 ułanów. Straty niemieckie nie są dokładnie znane. W rezultacie zadanie postawione 18 pułkowi zostało wykonane kosztem dużych strat własnych; rozpoznano ugrupowanie wroga oraz chwilowo zdezorganizowano i zatrzymano jego oddziały. Piechota polska mogła się wycofać, a Niemcy nie osiągnęli w tym dniu przepraw na Brdzie. Przed północą mocno osłabiony 18 pułk przekroczył Brdę i stanął w Kwiekach jako odwód Zgrupowania „Chojnice”. Straty 18 pułku w ludziach i koniach sięgały 60% pierwotnego stanu. Z rozkazu gen. Grzmota-Skotnickiego dowództwo pułku objął mjr Stanisław Malecki.
Szarża odniosła także pewien efekt psychologiczny, o którym pisze Heinz Guderian w swoich wspomnieniach: Zastałem ludzi z mego sztabu w hełmach bojowych, w trakcie ustawiania działka przeciwpancernego na stanowisku bojowym. Na moje pytanie, co ich do tego skłoniło, otrzymałem odpowiedź, że w każdej chwili pojawić się może polska kawaleria, która rozpoczęła natarcie.
Po zakończeniu kampanii polskiej propaganda hitlerowska – na podstawie tej bitwy – stworzyła zafałszowany mit szarżowania polskich ułanów na czołgi, który był także powielany w okresie PRL-u (m.in. film Lotna w reż. Andrzeja Wajdy). Ukazania prawdziwego przebiegu bitwy i rozprawienia się z mitem podjął się w 2014 chiński reżyser Ke Wang, który nakręcił krótkometrażowy fabularyzowany dokument pt. „Krojanty Charge”. Film był międzynarodową koprodukcją, zrealizowaną w Polsce w technice 3D.

## Upamiętnienie

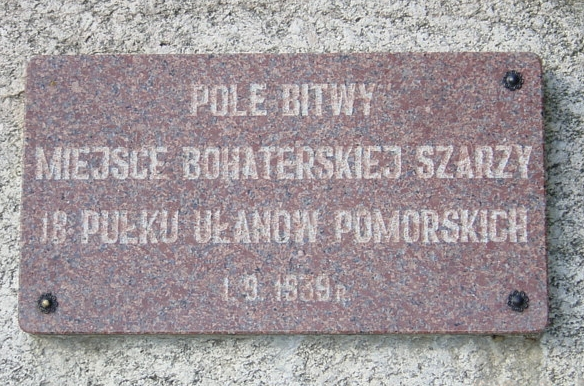
Kamienna tablica pamiątkowa w miejscu bitwy pod Krojantami

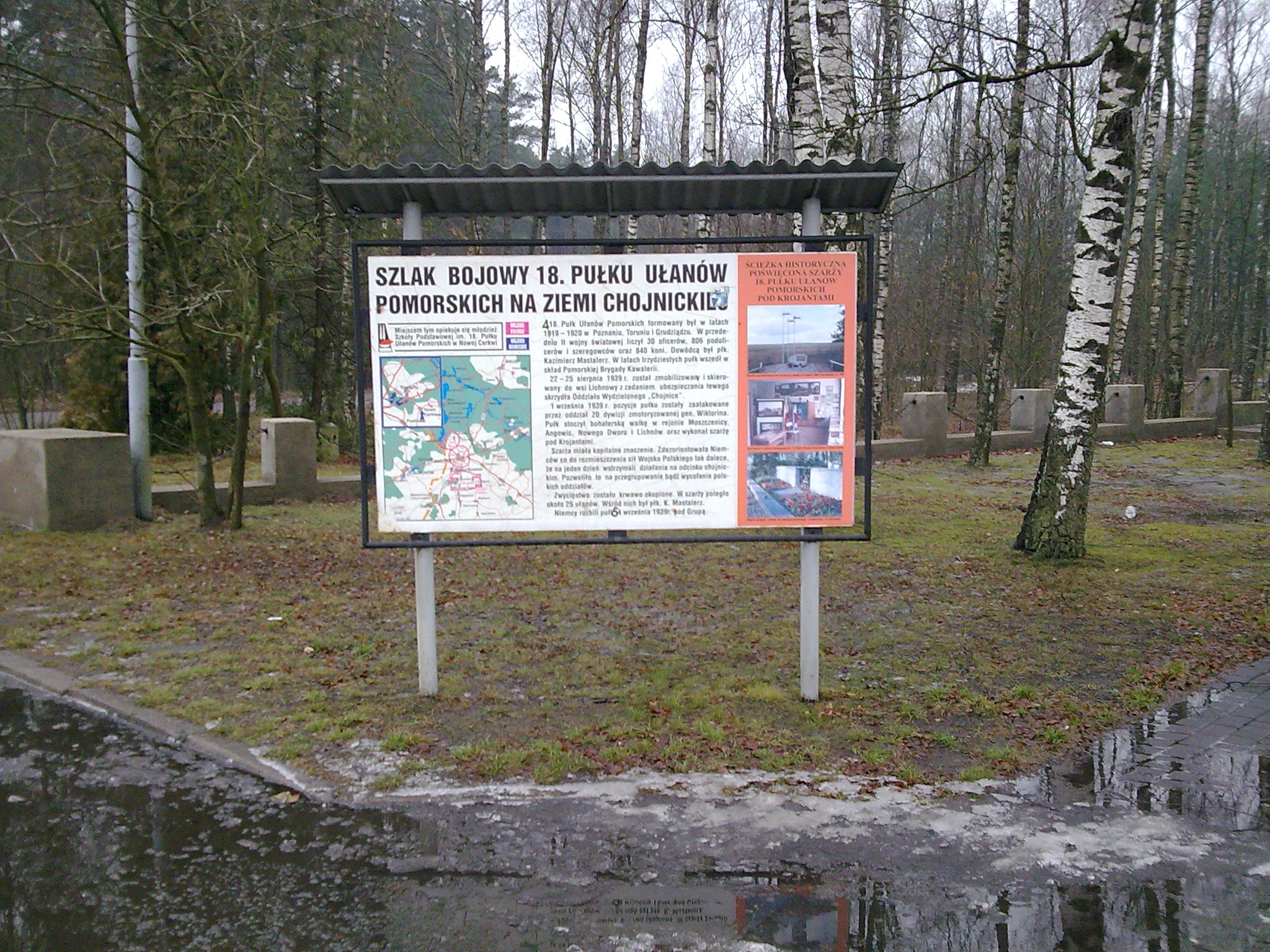
Tablica upamiętniająca szlak bojowy 18. Pułku Ułanów Pomorskich na ziemi chojnickiej

Walki żołnierza polskiego pod Krojantami zostały upamiętnione na Grobie Nieznanego Żołnierza w Warszawie napisem na jednej z tablic po 1990 r. „KROJANTY 1 IX – 1939”

## Współczesne tradycje
Od roku 1966 organizowane są obchody rocznicowe Szarży pod Krojantami. Zostały one wówczas zainicjowane przez żyjących jeszcze ułanów i ówczesną dyrektor szkoły podstawowej w Nowej Cerkwi, Kazimierę Szark. Przez wiele lat były to uroczystości patriotyczno-religijne pod Pomnikiem 18 Pułku Ułanów Pomorskich przy drodze Chojnice – Czersk.
Od roku 2001 na polach pod Krojantami organizowane są, przez Polski Klub Kawaleryjski i Fundację „Szarża pod Krojantami” we współpracy z urzędem gminy Chojnice inscenizacje szarży kawaleryjskiej z września 1939 roku. Odbywają się one w każdą pierwszą niedzielę września. Są połączone z imprezami towarzyszącymi, jak składanie kwiatów pod pomnikiem przy drodze Chojnice – Czersk upamiętniającym szarżę ułańską, mszą św., biegiem ułańskim, koncertem orkiestry wojskowej, występami zespołów artystycznych itp. Organizowana jest także konferencja naukowa dotycząca różnych wydarzeń z kampanii wrześniowej. Na uroczystości przybywają weterani wojenni, sami uczestnicy szarży, ułani z Grudziądza, Grubna, Chełmna, Szczecina, Działowa, Starogardu Gdańskiego oraz wiele klubów jeździeckich, m.in. Pierwsza Konna Drużyna Harcerska „Lotna” ze Słupska, Stowarzyszenie Miłośników Kawalerii Polskiej „Hubal” z Wierzchowa, Klub „Galop” z Ględowa, Klub „Skiba” z Chojnic.